# L-Imqabba
L-Imqabba – ou plus simplement Mqabba – est une localité de Malte d'environ 3 300 habitants, située dans le sud de Malte, lieu d'un conseil local (Kunsilli Lokali) compris dans la région (Reġjun) Xlokk.

## Paroisse
Mise à part la fête de Sainte-Marie (Santa Marija), la fête de Notre-Dame-des-Lys est aussi célébrée par la paroisse.

### Église
L'église paroissiale est dédiée à l'Assomption de Notre-Dame.

## Géographie
|          | Luqa   |         |
| Siġġiewi | Mqabba | Kirkop  |
|          | Qrendi | Żurrieq |

## Activités économiques
La qualité du sous-sol calcaire (présence de fossiles) explique la concentration des carrières à ciel ouvert sur le territoire du Kunsill Lokali.
C'est aussi à Mqabba que se trouve la St. Mary Fireworks Factory, une usine de fabrication de feux d'artifice, activité importante à Malte du fait de ses spectacles pyrotechniques lors des festi.

## Patrimoine et culture
On trouve à Mqabba les catacombes paléo-chrétiennes Ta' Mintna.
Parmi les autres bâtisses remarquables, se trouvent la tour Vincenti et quelques chapelles, telles que Saint-Basel, Notre-Dame-des-Peines, Saint-Jean et Sainte-Catherine-d'Alexandrie.

## Sources
- (mt) Alfie Guillaumier, Bliet u Rħula Maltin (Villes et villages maltais), Klabb Kotba Maltin, Malte, 2005.
- (en) Juliet Rix, Malta and Gozo, Brad Travel Guide, Angleterre, 2013.
- Alain Blondy, Malte, Guides Arthaud, coll. Grands voyages, Paris, 1997.